# Stari Sokolî, Ivankiv
Stari Sokolî (în ucraineană Старі Соколи) este localitatea de reședință a comunei Stari Sokolî din raionul Ivankiv, regiunea Kiev, Ucraina.

## Demografie
Componența lingvistică a localității Stari Sokolî
     Ucraineană (96,55%)
     Rusă (2,87%)
Conform recensământului din 2001, majoritatea populației localității Stari Sokolî era vorbitoare de ucraineană (96,55%), existând în minoritate și vorbitori de rusă (2,87%).